# Eip

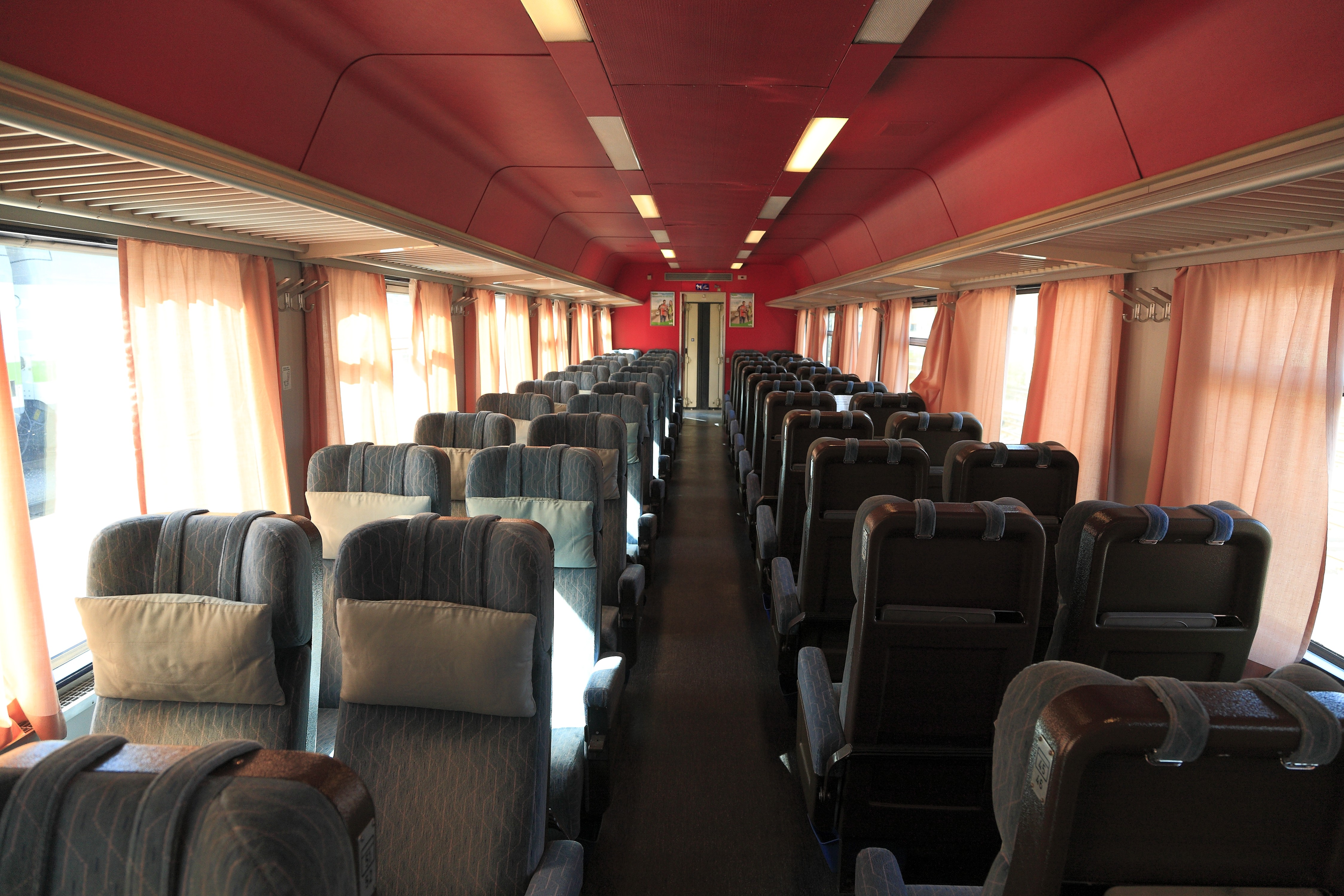
Interiör på 1977-1981 byggd vagn

Eip är typbeteckningen på en passagerarvagntyp som användes av VR. Vagnarna var ursprungligen av olika litteran och hade olika tillverkningsår men byggdes om att två husdjursplatser lades till i ena ändan av vagnar. Vagnarna bytte då beteckning till Eip.
Majoriteten av vagnarna är åren 1977-1981 tillverkade Eit-vagnar som byggdes om år 1994. Eit var benämningen på VR:s standardpassagerarvagn från 60-talet framåt, och litteran som det tillverkats mest stålkarossvagnar av, ca. 280. En mindre grupp på fem Eit-vagnar som var tillverkade 1984 byggdes om år 2007. Även två av den äldre modellen stålkarossvagnar byggda 1974 respektive 1975 byggdes om till Eip-vagnar.
Eip-vagnarna användes i alla expresståg i Finland fram till 2010-talet, då expresstågen långsamt började fasas ut i Finland och ersättas av InterCity-tåg. Fram till 2015 kördes Eip-vagnar även regelbundet i regionaltåg och nattåg, och användes som en del av reservtågsuppsättningar.
Vagnarna byggda 1977 och senare började regelbundet skrotas på 2010-talet. De två vagnarna av äldre modell var redan skrotade år 2005. Ett okänt antal, mindre än fem, finns fortfarande kvar i förvaring på bangårdar i Finland och minst en vagn har redan sålts och flyttats till en museitågsförening.